# نيكولاس فورست
نيكولاس فورست (بالإنجليزية: Nicholas Forrest)‏ هو محرر أسترالي، ولد في 1983.